# MLB All-Star Game 2018
MLB All-Star Game 2018 – 89. Mecz Gwiazd ligi MLB, który odbył się 17 lipca 2018 roku na stadionie Nationals Park w Waszyngtonie.
Był to pierwszy All-Star Game przeprowadzony na tym obiekcie. Poprzednio Mecz Gwiazd w Waszyngtonie miał miejsce w 1937, 1956, 1962 i 1969 roku. Menadżerami obydwu zespołów byli Dave Roberts z Los Angeles Dodgers, mistrza National League 2017 oraz A.J. Hinch z Houston Astros, mistrza American League 2017. Mecz zakończył się wygraną graczy z American League 8–6. Najbardziej wartościowym zawodnikiem wybrano Aleksa Bregmana z Houston Astros, który zdobył dającego drużynie prowadzenie 6–5 w pierwszej połowie dziesiątej zmiany.

## Wyjściowe składy
| National League | National League   | National League | National League | American League | American League | American League | American League |
| #               | Zawodnik          | Klub            | Pozycja         | #               | Zawodnik        | Klub            | Pozycja         |
| --------------- | ----------------- | --------------- | --------------- | --------------- | --------------- | --------------- | --------------- |
|                 | Willson Contreras | Cubs            | C               |                 | Wilson Ramos    | Rays            | C               |
|                 | Freddie Freeman   | Braves          | 1B              |                 | José Abreu      | White Sox       | 1B              |
|                 | Javier Báez       | Cubs            | 2B              |                 | José Altuve     | Astros          | 2B              |
|                 | Nolan Arenado     | Rockies         | 3B              |                 | José Ramírez    | Indians         | 3B              |
|                 | Brandon Crawford  | Giants          | SS              |                 | Manny Machado   | Orioles         | SS              |
|                 | Nick Markakis     | Braves          | OF              |                 | Mookie Betts    | Red Sox         | OF              |
|                 | Matt Kemp         | Dodgers         | OF              |                 | Mike Trout      | Angels          | OF              |
|                 | Bryce Harper      | Nationals       | OF              |                 | Aaron Judge     | Yankees         | OF              |
|                 | Paul Goldschmidt  | Diamondbacks    | DH              |                 | J.D. Martinez   | Red Sox         | DH              |
|                 | Chris Sale        | Red Sox         | P               |                 | Max Scherzer    | Nationals       | P               |

| American League    | 0 | 1 | 1 | 0 | 0 | 0 | 0 | 3 | 0 | 3 | 8 | 13 | 0 |
| National League    | 0 | 0 | 1 | 0 | 0 | 0 | 1 | 1 | 2 | 1 | 6 | 7  | 1 |
| WP: LP: Home runy: |   |   |   |   |   |   |   |   |   |   |   |    |   |

## Składy
| Miotacze - 46 Patrick Corbin (2) - 48 Jacob deGrom (2) - 62 Sean Doolittle (2) - 26 Mike Foltynewicz (1) - 21 Zack Greinke (5) - 71 Josh Hader (1) - 52 Brad Hand (2) - 74 Kenley Jansen (3) - 32 Jeremy Jeffress (1) - 34 Jon Lester (5) - 39 Miles Mikolas (1) - 27 Aaron Nola (1) - 31 Max Scherzer (6) - 68 Ross Stripling (1) - 73 Felipe Vázquez (1) Łapacze - 40 Willson Contreras (1) - 4 Yadier Molina (9) - 28 Buster Posey (6) - 11 J.T. Realmuto (1) |  | Wewnątrzpolowi - 24 Jesús Aguilar (1) - 1 Ozzie Albies (1) - 28 Nolan Arenado (4) - 9 Javier Báez (1) - 35 Brandon Crawford (2) - 5 Freddie Freeman (3) - 44 Paul Goldschmidt (6) - 3 Scooter Gennett (1) - 7 Eugenio Suárez (1) - 27 Trevor Story (1) - 19 Joey Votto (6) Zapolowi - 19 Charlie Blackmon (3) - 6 Lorenzo Cain (2) - 34 Bryce Harper (6) - 27 Matt Kemp (3) - 22 Nick Markakis (1) - 22 Christian Yelich (1) |  | Menadżer - 30 Dave Roberts |

| Miotacze - 47 Trevor Bauer (1) - 17 José Berríos (2) - 54 Aroldis Chapman (5) - 45 Gerrit Cole (2) - 39 Edwin Díaz (1) - 33 J.A. Happ (1) - 77 Joe Jiménez (1) - 46 Craig Kimbrel (7) - 28 Corey Kluber (3) - 50 Charlie Morton (1) - 41 Chris Sale (7) - 40 Luis Severino (2) - 4 Blake Snell (1) - 49 Blake Treinen (1) - 35 Justin Verlander (7) Łapacze - 7 Yan Gomes (1) - 13 Salvador Pérez (6) - 40 Wilson Ramos (2) |  | Wewnątrzpolowi - 79 José Abreu (2) - 27 José Altuve (6) - 2 Alex Bregman (1) - 12 Francisco Lindor (3) - 8 Jed Lowrie (1) - 13 Manny Machado (4) - 18 Mitch Moreland (1) - 11 José Ramírez (2) - 2 Jean Segura (1) - 25 Gleyber Torres (1) Zapolowi - 50 Mookie Betts (3) - 23 Michael Brantley (3) - 17 Mitch Haniger (1) - 99 Aaron Judge (2) - 17 Choo Shin-soo (1) - 4 George Springer (2) - 27 Mike Trout (7) Designated hitters - 23 Nelson Cruz (6) - 28 J.D. Martinez (2) |  | Menadżer - 14 A.J. Hinch |

- W nawiasie podano liczbę występów w All-Star Game.

## Ostateczne głosowanie
Po ogłoszeniu przez menadżerów pełnych 31-osobowych składów obydwu zespołów, od 8 lipca do 11 lipca 2018 trwało ostateczne głosowanie, mające na celu wyłonienie 32. zawodnika. Najwięcej głosów otrzymali Jesús Aguilar z Milwaukee Brewers i Jean Segura ze Seattle Mariners.
| Zawodnik          | Klub            | Pozycja         | Zawodnik        | Klub            | Pozycja         |
| American League   | American League | American League | National League | National League | National League |
| ----------------- | --------------- | --------------- | --------------- | --------------- | --------------- |
| Andrew Benintendi | Red Sox         | OF              | Jesús Aguilar   | Brewers         | 1B              |
| Eddie Rosario     | Twins           | OF              | Brandon Belt    | Giants          | 1B              |
| Giancarlo Stanton | Yankees         | OF              | Matt Carpenter  | Cardinals       | 3B              |
| Jean Segura       | Mariners        | SS              | Max Muncy       | Dodgers         | 1B              |
| Andrelton Simmons | Angels          | SS              | Trea Turner     | Nationals       | SS              |

## Home Run Derby
Home Run Derby odbyło się 16 lipca 2018. Zwycięzcą został Bryce Harper z Washington Nationals.
|  |                       |                       |             |                |    |          |                |          |  |  |       |       |       |
|  | Ćwierćfinał           | Ćwierćfinał           | Ćwierćfinał |                |    | Półfinał | Półfinał       | Półfinał |  |  | Finał | Finał | Finał |
|  | Ćwierćfinał           | Ćwierćfinał           | Ćwierćfinał |                |    | Półfinał | Półfinał       | Półfinał |  |  | Finał | Finał | Finał |
|  |                       |                       |             |                |    |          |                |          |  |  |       |       |       |
|  |                       |                       |             |                |    |          |                |          |  |  |       |       |       |
|  | Jesús Aguilar (MIL)   | Jesús Aguilar (MIL)   | 12          |                |    |          |                |          |  |  |       |       |       |
|  | Jesús Aguilar (MIL)   | Jesús Aguilar (MIL)   | 12          |                |    |          |                |          |  |  |       |       |       |
|  | Rhys Hoskins (PHI)    | Rhys Hoskins (PHI)    | 17          |                |    |          |                |          |  |  |       |       |       |
|  | Rhys Hoskins (PHI)    | Rhys Hoskins (PHI)    | 17          |                |    | 8        | Rhys Hoskins   | 20       |  |  |       |       |       |
|  |                       |                       |             |                |    | 8        | Rhys Hoskins   | 20       |  |  |       |       |       |
|  |                       |                       | 5           | Kyle Schwarber | 21 |          |                |          |  |  |       |       |       |
|  | Alex Bregman (HOU)    | Alex Bregman (HOU)    | 5           | Kyle Schwarber | 21 | 15       |                |          |  |  |       |       |       |
|  | Alex Bregman (HOU)    | Alex Bregman (HOU)    |             |                |    |          |                |          |  |  |       |       |       |
|  | Kyle Schwarber (CHC)  | Kyle Schwarber (CHC)  | 16          |                |    |          |                |          |  |  |       |       |       |
|  | Kyle Schwarber (CHC)  | Kyle Schwarber (CHC)  | 16          |                |    | 5        | Kyle Schwarber | 18       |  |  |       |       |       |
|  |                       |                       |             |                |    |          |                |          |  |  |       |       |       |
|  |                       |                       | 2           | Bryce Harper   | 19 |          |                |          |  |  |       |       |       |
|  | Max Muncy (LAD)       | Max Muncy (LAD)       | 2           | Bryce Harper   | 19 | 17       |                |          |  |  |       |       |       |
|  | Max Muncy (LAD)       | Max Muncy (LAD)       |             |                |    |          |                |          |  |  |       |       |       |
|  | Javier Báez (CHC)     | Javier Báez (CHC)     | 16          |                |    |          |                |          |  |  |       |       |       |
|  | Javier Báez (CHC)     | Javier Báez (CHC)     | 16          |                |    | 3        | Max Muncy      | 12       |  |  |       |       |       |
|  |                       |                       |             |                |    | 3        | Max Muncy      | 12       |  |  |       |       |       |
|  |                       |                       | 2           | Bryce Harper   | 13 |          |                |          |  |  |       |       |       |
|  | Bryce Harper (WSH)    | Bryce Harper (WSH)    | 2           | Bryce Harper   | 13 | 13       |                |          |  |  |       |       |       |
|  | Bryce Harper (WSH)    | Bryce Harper (WSH)    |             |                |    |          |                |          |  |  |       |       |       |
|  | Freddie Freeman (ATL) | Freddie Freeman (ATL) | 12          |                |    |          |                |          |  |  |       |       |       |
|  | Freddie Freeman (ATL) | Freddie Freeman (ATL) | 12          |                |    |          |                |          |  |  |       |       |       |